# Maria Domenica Mazzarello
Maria Domenica Mazzarello (n. 9 mai 1837, Mornese, Piemont, Italia – d. 14 mai 1881, Nizza Monferrato, Piemont, Italia) a fost călugăriță italiană. Împreună cu Giovanni Bosco (Don Bosco) a înființat ordinul religios feminin Fiicele Mariei Ajutorul Creștinilor (F.M.A.). Este venerată ca sfântă în Biserica Catolică.